# 那都里河
那都里河（鄂伦春语：Naduli/Naduli biraxaan），位于中国内蒙古自治区呼伦贝尔市鄂伦春自治旗东北部，是嫩江上游右岸的一条支流，发源于鄂伦春自治旗北部伊勒呼里山南坡，蜿蜒向东南流，至勃音那林场以东汇入嫩江。河流全长236千米，流域面积5428平方千米，河道平均比降8.7‰。那都里河流域上游森林资源丰富，中下游河滩分布有农业种植区。流域内人烟稀少，无较大村镇，中上游河谷两侧设有森林管护机构。流域历史上属于鄂伦春族传统狩猎区。